# Rally canoro
Il Rally canoro è stata una nota rassegna estiva dedicata ai nuovi talenti della musica leggera, svoltasi dal 1970 al 1982. Ciascuna edizione era composta da tappe nelle piazze di quasi tutte le regioni italiane.  

## Storia
Ideatore e conduttore fu Corrado, affiancato nel corso delle varie edizioni da Sandra Mondaini, Loretta Goggi, Mariolina Cannuli, Dora Moroni, Patrizia Pellegrino, Tiziana Fiorveluti e Linda Lorenzi. Nel 1978, dopo il grave incidente che coinvolse Corrado e Dora Moroni la notte del 13 luglio, mentre rientravano a Roma dalla tappa di Civitavecchia, la conduzione fu affidata per alcune serate ad Awanagana. 
Nel corso delle serate le esibizioni dal vivo dei cantanti con l'orchestra venivano alternate da momenti di spettacolo con artisti ospiti come Jack La Cayenne, Tony Binarelli, Pippo e Mario Santonastaso. Parteciparono quasi tutti i più noti cantanti italiani mentre alcuni esordirono proprio grazie a questa rassegna, come documentano anche i filmati dell'Istituto Luce. La maggior parte delle serate fu trasmessa anche da Radio Monte Carlo oltre che in televisione dalla RAI.